# Condado de Big Horn (Montana)
O Condado de Big Horn é um dos 56 condados do estado norte-americano de Montana. A sede de condado é Hardin, que é também a sua maior cidade. O condado tem uma área de 12 989 km² (dos quais 52 km² estão cobertos por água), uma população de 12 671 habitantes, e uma densidade populacional de 1 hab/km² (segundo o censo nacional de 2000). O condado foi fundado em 1864 e recebeu o seu nome a partir das Montanhas Big Horn, uma cordilheira no norte do Wyoming e sul do Montana.